# Brit Awards 1986
Les Brit Awards 1986 ont lieu le 10 février 1986 au Grosvenor House Hotel à Londres. Il s'agit de la 6e cérémonie des Brit Awards dont le nom officiel est alors BPI Awards. Elle est présentée par Noel Edmonds et retransmise en direct à la télévision sur la chaîne BBC One et simultanément sur la station de radio BBC Radio 1.
La catégorie Meilleur artiste international est remplacée par les catégories Meilleur artiste solo international et Meilleur groupe international.
Créée lors de l'édition précédente, la catégorie Meilleure bande originale de film n'est pas décernée cette fois mais le sera de nouveau lors de la prochaine cérémonie.

## Interprétations sur scène
Plusieurs chansons sont interprétées lors de la cérémonie :
- Huey Lewis and the News : The Power of Love
- Kate Bush : Hounds of Love
- Phil Collins : One More Night
- Tears for Fears : Everybody Wants to Rule the World

## Palmarès
Les lauréats apparaissent en caractères gras.

### Meilleur album britannique
- No Jacket Required de Phil Collins
  - Hounds of Love de Kate Bush
  - Brothers in Arms de Dire Straits
  - Be Yourself Tonight de Eurythmics
  - Songs from the Big Chair de Tears for Fears

### Meilleur single britannique
- Everybody Wants to Rule the World de Tears for Fears
  - Dancing in the Street de David Bowie et Mick Jagger
  - Running Up that Hill de Kate Bush
  - Money for Nothing de Dire Straits
  - 19 de Paul Hardcastle

### Meilleur artiste solo masculin britannique
- Phil Collins
  - Elton John
  - Sting
  - Midge Ure
  - Paul Young

### Meilleure artiste solo féminine britannique
- Annie Lennox
  - Kate Bush
  - Alison Moyet
  - Sade
  - Bonnie Tyler

### Meilleur groupe britannique
- Dire Straits
  - Eurythmics
  - Simple Minds
  - Tears for Fears
  - U2

### Meilleure vidéo britannique
- Everytime You Go Away de Paul Young
  - Dancing in the Street de David Bowie et Mick Jagger
  - Money for Nothing de Dire Straits

### Meilleur producteur britannique
- Dave Stewart
  - Trevor Horn
  - Chris Highes
  - Steve Lillywhite
  - Hugh Padgham

### Révélation britannique
- Go West

Note : le lauréat a été désigné par un vote des auditeurs de BBC Radio 1

### Meilleur artiste solo international
- Bruce Springsteen
  - Madonna
  - Lionel Richie
  - Tina Turner
  - Stevie Wonder

### Meilleur groupe international
- Huey Lewis and the News
  - The Cars
  - Kool and the Gang
  - Talking Heads
  - ZZ Top

### Meilleur disque de musique classique
- Concerto pour violon d'Edward Elgar de Nigel Kennedy
  - Concertos pour violoncelle de Haydn de Julian Lloyd Webber
  - Canon et Gigue de Pachelbel de Trevor Pinnock
  - Requiem (Fauré) de John Rutter
  - Le Messie (Haendel) de Georg Solti

### Contribution exceptionnelle à la musique
- Elton John
- Wham!

## Artistes à nominations multiples
- 4 nominations :
  - Dire Straits
- 3 nominations :
  - Kate Bush
  - Tears for Fears

Note : Annie Lennox et Dave Stewart, membres d'Eurythmics, sont nommés une fois en solo (artiste féminine et producteur) et deux fois avec leur groupe.
- 2 nominations :
  - David Bowie
  - Phil Collins
  - Eurythmics
  - Mick Jagger
  - Paul Young

## Artistes à récompenses multiples
- 2 récompenses :
  - Phil Collins